# Flor de palabra
Flor de Palabra fue un programa de  concurso de televisión de Argentina, que comenzó a ser trasmitido el 5 de agosto de 2009. Fue conducido por Florencia Peña. Está basado en el concurso español (20Q) emitido en la cadena 4 y presentado por Josep Lobato.

## El programa
El programa cuenta con una cómica conducción de parte de Florencia Peña, con las participaciones del master Richard Rubin, un actor estadounidense que da la impresión de tener problemas para hablar el castellano y enamorado de Flor, su frase célebre es "Enhorabuena" que la dice cuando el participante responde la palabra correctamente, y Q, la máquina a la que tiene que "derrotar" el participante para ganar el juego. El programa también cuenta con varios sketchs, monólogos de parte de Flor, y canciones de parte de las bailarinas del programa.

### El juego
El juego consta en que, por medio de una serie de pistas que da Florencia, se tiene que averiguar la "flor de palabra", la categoría de la palabra es indicada antes de empezar a decir las pistas. El juego se divide en tres fases:
En la primera fase, veinte personas tratan de adivinar dos palabras, las dos personas que acierten alguna de las dos pasa a la siguiente fase.
En la segunda fase, ambos participantes tienen que elegir las pistas para adivinar la palabra, si uno arriesga y pierde, el otro debe intentar adivinarla, si es que uno de los dos la acierta, pasa a la tercera fase.
En esta fase el participante tiene que elegir una bola con el premio que puede ser de hasta $100.000. En esta fase Flor da las pistas y mientras más pistas da, menos son las palabras posibles en la base de datos de Q, si es que llega a una palabra, el concursante pierde. Al llegar a las pistas 8, 9 y 10 el resto de los participantes tiene diez segundos para tratar de adivinar la palabra escribiéndola en su teclado correspondiente, si es que la acierta el premio que recibirá el participante, si es que gana, se dividirá por la mitad y la otra persona ganará $1000, si el participante no acierta, ganará $5000.

## Audiencia
Flor de palabra debutó con 23.6 de índice de audiencia liderando el horario, marca que no pudo mantener y que fue bajando considerablemente hasta mantenerse en los 13 puntos. Sólo pudo liderar el horario el día de su debut, mientras que en los restantes se tuvo que conformar con un segundo lugar, por debajo de Tratame Bien su competidor más directo.
Debido a la baja considerable de audiencia, el programa fue trasladado a los días viernes a las 21.15. Cambio que no generó más audiencia ya que mantuvo sus números normales.
Pero los cambios no dieron sus frutos y, a sólo tres meses de su estreno, los directivos del canal Telefé decidieron dar de baja el programa, al que no le fue nada bien con el índice de audiencia.